# Falzé di Piave
Falzé di Piave (Faldé in veneto) è una frazione del comune di Sernaglia della Battaglia, in provincia di Treviso.

## Geografia fisica
Sorge presso l'angolo sudorientale del Quartier del Piave, compreso tra il Piave a sud e il Soligo, suo affluente, ad est, oltre il quale si estende una zona di colline compresa nel comune di Susegana

## Origini del nome
L'ipotesi etimologica più probabile è quella proposta dall'Olivieri, che la fa derivare dal latino filix "felce". Meno probabili le teorie che la avvicinano a "falde", cioè "scarpata", o a "falce", in riferimento all'ansa che forma il Piave.

## Storia
I ritrovamenti più antichi dimostrano che l'uomo è presente a Falzé sin dalla preistoria (neolitico ed eneolitico). All'età del bronzo si riferiscono i resti di vasellame e le spade bronzee. In località Pedré sono affiorati reperti paleoveneti, mentre in località Chiesuola è emersa una lapide incisa con caratteri celto-retici.
Dell'epoca romana si ricordano i probabili segni di una centuriazione, ravvisabili a nord verso Villanova.
Durante il medioevo Falzé fu feudo dei Rovero, dei Caminesi e quindi dei Collalto.
Terra di emigranti sino agli ultimi decenni del Novecento, Falzé fu rasa al suolo durante la Grande Guerra, a seguito della battaglia di Sernaglia dell'ottobre 1918.

### LaCalzàttera
Falzé rappresentava una tappa cruciale lungo il percorso degli zattieri che trasportavano lungo il Piave il legname proveniente dal Cadore (ma anche altre merci e persone). Proprio all'altezza della borgata i barcaioli bellunesi consegnavano i propri carichi ai "colleghi" di Nervesa, i quali continuavano il tragitto sino a Ponte di Piave e di lì a Venezia; i primi, invece, tornavano nelle terre di origine attraverso la strada detta Calzàttera, la quale giungeva in Valbelluna attraverso il passo San Boldo (ne restano alcuni tratti andando verso Soligo).

## Monumenti e luoghi d'interesse

### Architetture religiose

#### Chiesa parrocchiale
Antica cappella della pieve di Santa Maria (Pieve di Soligo), sorgeva anticamente sul Pedré, un pianoro posto in prossimità del Piave. I documenti la presentano spesso come un edificio povero e trascurato. Ricostruita sul finire del Cinquecento e al contempo divenuta parrocchiale, si arricchì di opere e arredi pregevoli trafugati durante l'invasione austriaca seguita alla Rotta di Caporetto. Durante le ultime fasi della guerra la chiesa fu completamente distrutta.
L'attuale edificio fu ricostruito in prossimità del centro e consacrato nel 1925. Fu progettato dall'architetto Domenico Rupolo, mentre l'allestimento delle decorazioni interne si deve al pittore Giuseppe Modolo; particolarmente pregevoli le stazioni della Via Crucis.

#### Chiesa della Madonna di Lourdes
In località Materazzo, è una piccola costruzione recente, consacrata dal vescovo Eugenio Beccegato il 21 ottobre 1934. Fu voluta dal parroco don Angelo Piai con l'appoggio di numerose personalità locali (per esempio il soprano Toti Dal Monte, oltre che a nobili, politici e imprenditori quali il conte Rambaldo XVII di Collalto, il podestà Marco Breda, gli imprenditori Ugo Baseggio, Pietro Dal Vera, Antonio Masutti, l’avvocato Antonio Bernardi e i capi famiglia della frazioni). Dietro l'altare maggiore si trova una riproduzione della grotta di Lourdes, mentre nella retrofacciata è collocato un dipinto raffigurante San Michele Arcangelo che sconfigge Satana.

#### Chiesa di Sant'Antonio
Nel borgo di Chiesuola si colloca questo antico oratorio intitolato a Sant'Antonio abate. All'interno si trova un dossale del 1649 recante una Madonna con Bambino, affresco staccato della seconda metà del Quattrocento e attribuito alla scuola di Giovanni di Francia; un altro affresco coevo raffigura una Madonna con Bambino in trono tra i santi Rocco e Sebastiano, opera di autore ignoto che richiama le produzioni feltrine e bellunesi.

#### Grotta di Santa Barbara
La cavità naturale è situata presso il Pedré, nella zona che degrada verso il Piave. Vi è stato allestito un luogo di culto dedicato ai caduti sul lavoro, in particolare ai minatori (di qui l'intitolazione a Santa Barbara). Sulla volta sono riportati i nomi di alcune vittime.

### Architetture civili

#### Monumento agli Arditi
Realizzato nel 1921, è costituito dall'opera Tre arditi all'assalto, pregevole scultura bronzea di Giovanni Possamai.

#### Monumento alle vittime civili della Grande Guerra
Il monumento è stato innalzato nel 1981 su iniziativa del locale Gruppo Alpini; l'autore è Pietro Stefan.

### Aree naturali

#### Le Volpere e Passo Barca
Sono due percorsi naturalistici che si snodano lungo le grave del Piave e la scarpata che ne delimita il letto.
Le Volpere attraversano una zona di notevole pregio paesaggistico, con una vista che spazia a sud sull'alveo del fiume e sul Montello. Per quanto riguarda la geologia, l'area si caratterizza per la presenza di conglomerati e rocce friabili, da cui la presenza di cavità naturali e antri in cui trovano rifugio le volpi (di qui il toponimo).
L'altro sentiero raggiunge Passo Barca, dove il restringersi dell'alveo permetteva il passaggio di traghetti tra le due sponde. L'ambiente è quello della grava, con una vegetazione xerofila.

## Mobilità e trasporti
Nel 1913 il paese divenne sede di una fermata della tranvia Susegana-Pieve di Soligo, concessa alla Società Veneta e soppressa formalmente nel 1931. Gravemente danneggiata durante la prima guerra mondiale, la stessa venne provvisoriamente trasformata in ferrovia militare e prolungata fino a Revine Lago e presentava una breve diramazione fino al paese di Falzé di Piave.